# Глодневская волость
Гло́дневская волость — административно-территориальная единица в составе Дмитровского уезда Орловской губернии.
Административный центр — село Глоднево.

## История
Волость образована в ходе реформы 1861 года, располагалась на западе уезда.
В ходе укрупнения волостей, 14 февраля 1923 года к Глодневской волости была присоединена соседняя Веребская волость, а 10 ноября того же года — также и Хотеевская волость.
В 1928 году, с введением районного деления, волость была упразднена, а на её территориальной основе сформирован Глодневский район Центрально-Чернозёмной области.
Ныне территория бывшей Глодневской волости находится в составе Брасовского района Брянской области (его восточная часть).

## Состав волости
До укрупнения в состав Глодневской волости входило 7 населённых пунктов: Глоднево, Вежонка, Глушья (Глушня), Перескоки, Козинка, Матенина, Столбово. При этом крестьяне села Столбова являлись государственными, а все остальные селения до отмены крепостного права принадлежали Кушелевым-Безбородко.